# کارلو تاگنین
کارلو تاگنین (انگلیسی: Carlo Tagnin; ۱۸ نوامبر ۱۹۳۲ – ۱۳ مارس ۲۰۰۰) بازیکن فوتبال اهل ایتالیا بود.
از باشگاه‌هایی که در آن بازی کرده‌است می‌توان به باشگاه فوتبال اینتر میلان، باشگاه فوتبال مودنا، باشگاه فوتبال آلساندریا، باشگاه فوتبال تورینو، باشگاه ورزشی لاتزیو، باشگاه فوتبال باری، و باشگاه فوتبال مونتسا اشاره کرد.